# Kia Shuma
Kia Shuma je automobil nižší střední třídy vyráběný jihokorejskou automobilkou Kia Motors. Začal se vyrábět v roce 1998 a výroba skončila v roce 2004. Automobil byl postaven na platformě starší generace automobilu Mazda 323.

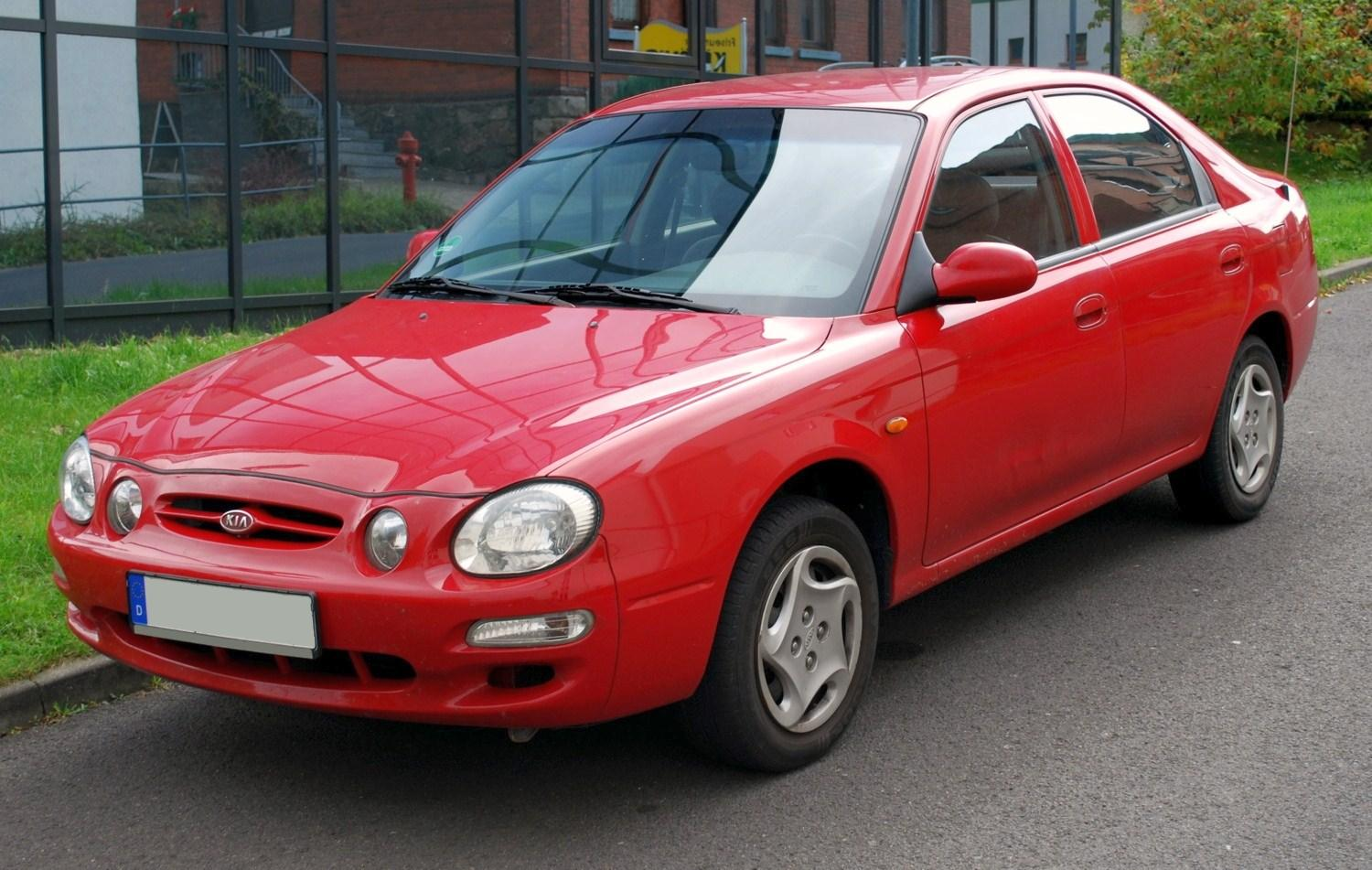
Kia Shuma I
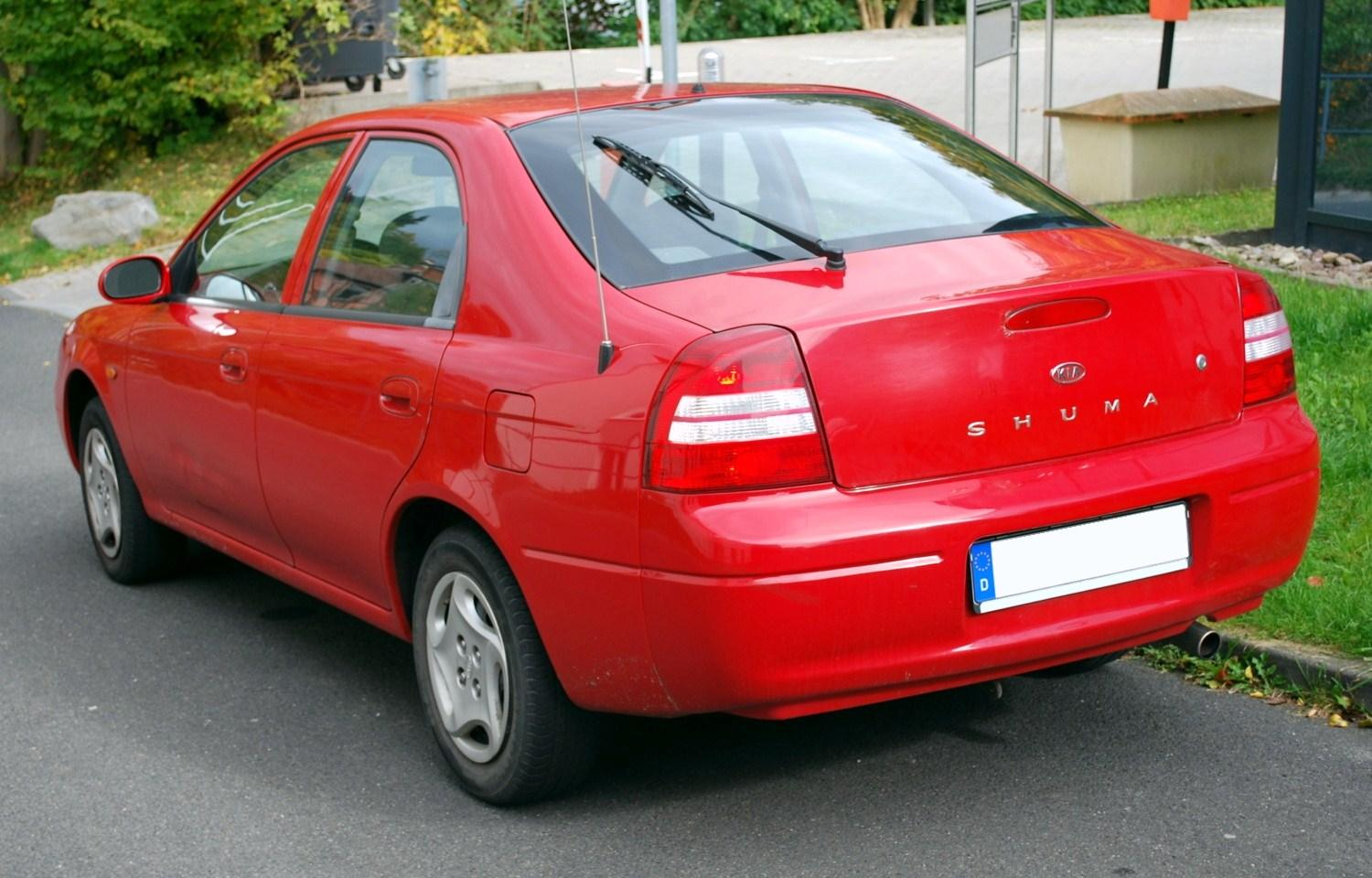
Kia Shuma I zezadu

## Facelift
Automobil byl modernizován v roce 2001. Zvenku došlo k výrazné úpravě tvaru přední části, zvětšily se vnější rozměry a velikost kufru, byla mírně pozměněna technika a zlepšila se kvalita materiálů v interiéru. Modernizovaný automobil byl označován jako Kia Shuma II.

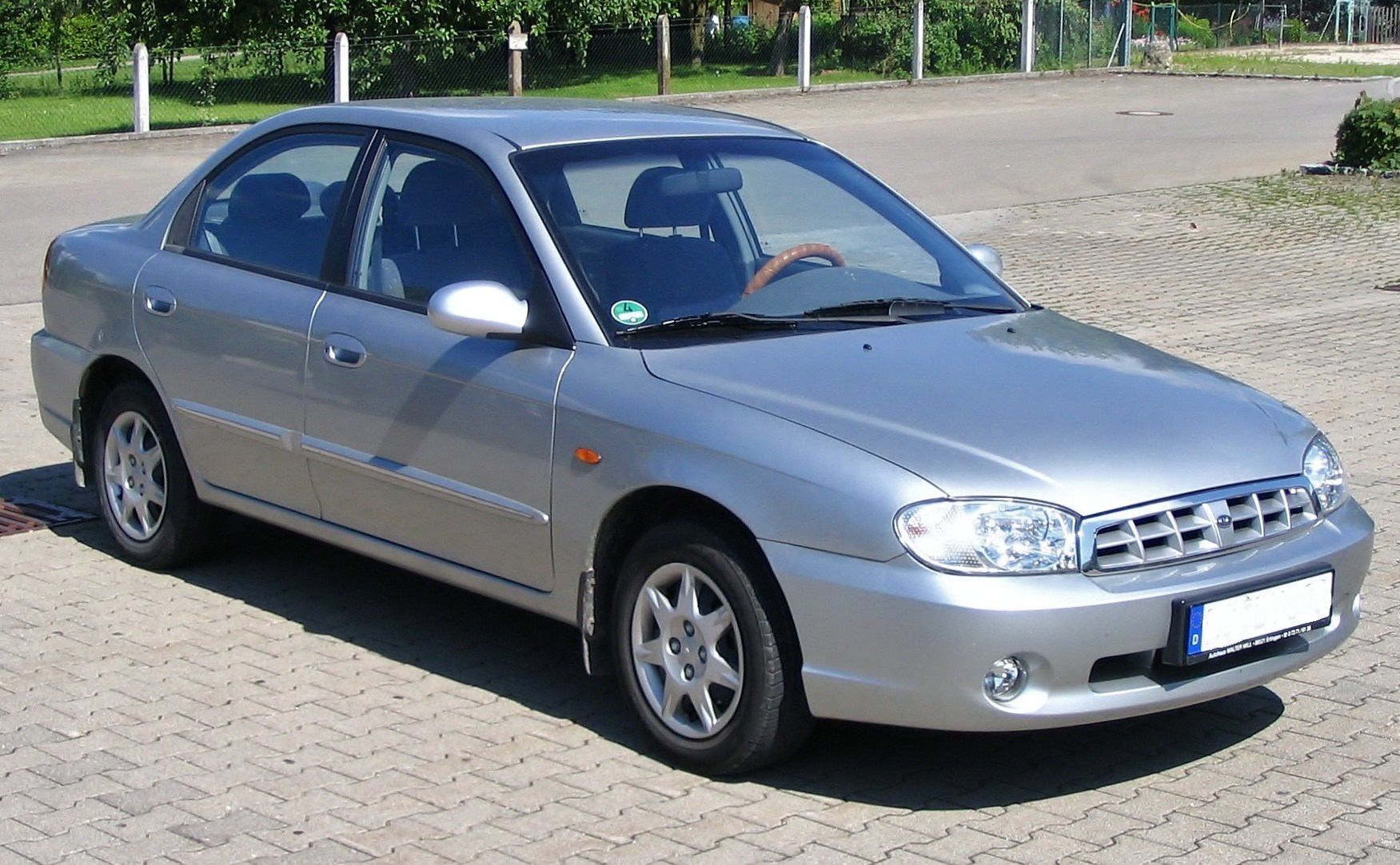
Kia Shuma II

## Motory
Automobil byl osazován pouze benzínovými motory. Motor o objemu 1.5 litru je převzat z Mazdy 323. Motor o obsahu 1.8 litru pochází z vlastního vývoje automobilky Kia. Po faceliftu přibyl v nabídce motor o objemu 1.6 litru.
- 1.5 16V 65 kW
- 1.6 16V 74 kW
- 1.6 8V 59 kW
- 1.8 16V 81 kW a 84 kW

## Karosářské varianty
Vůz byl vyráběn jako pětidveřový liftback a čtyřdveřový sedan. Čtyřdveřový sedan se od lifbacku lišil nejen provedením karoserie, ale i provedením přední části.

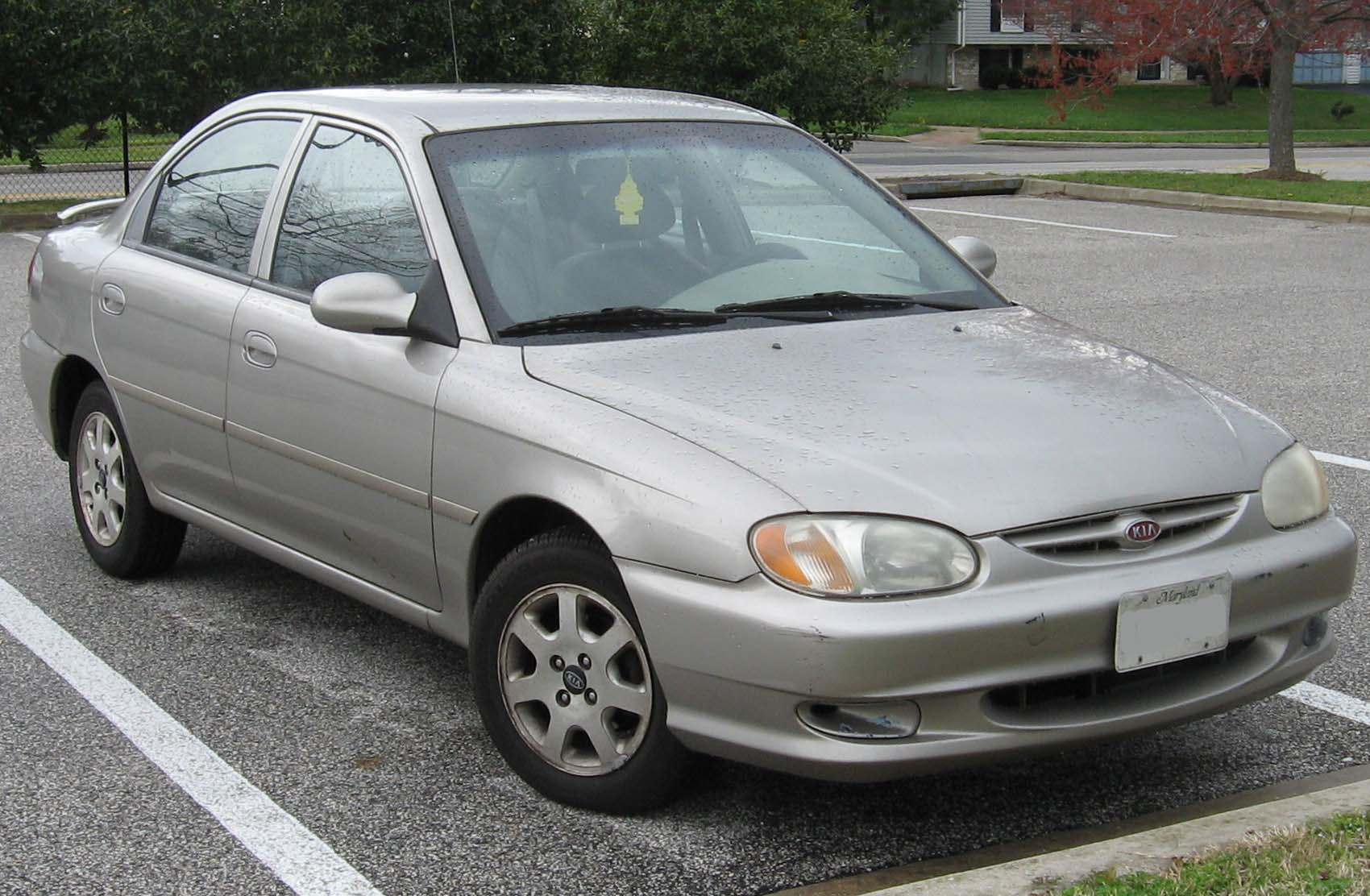
Kia Shuma ve verzi sedan